# Blautopf

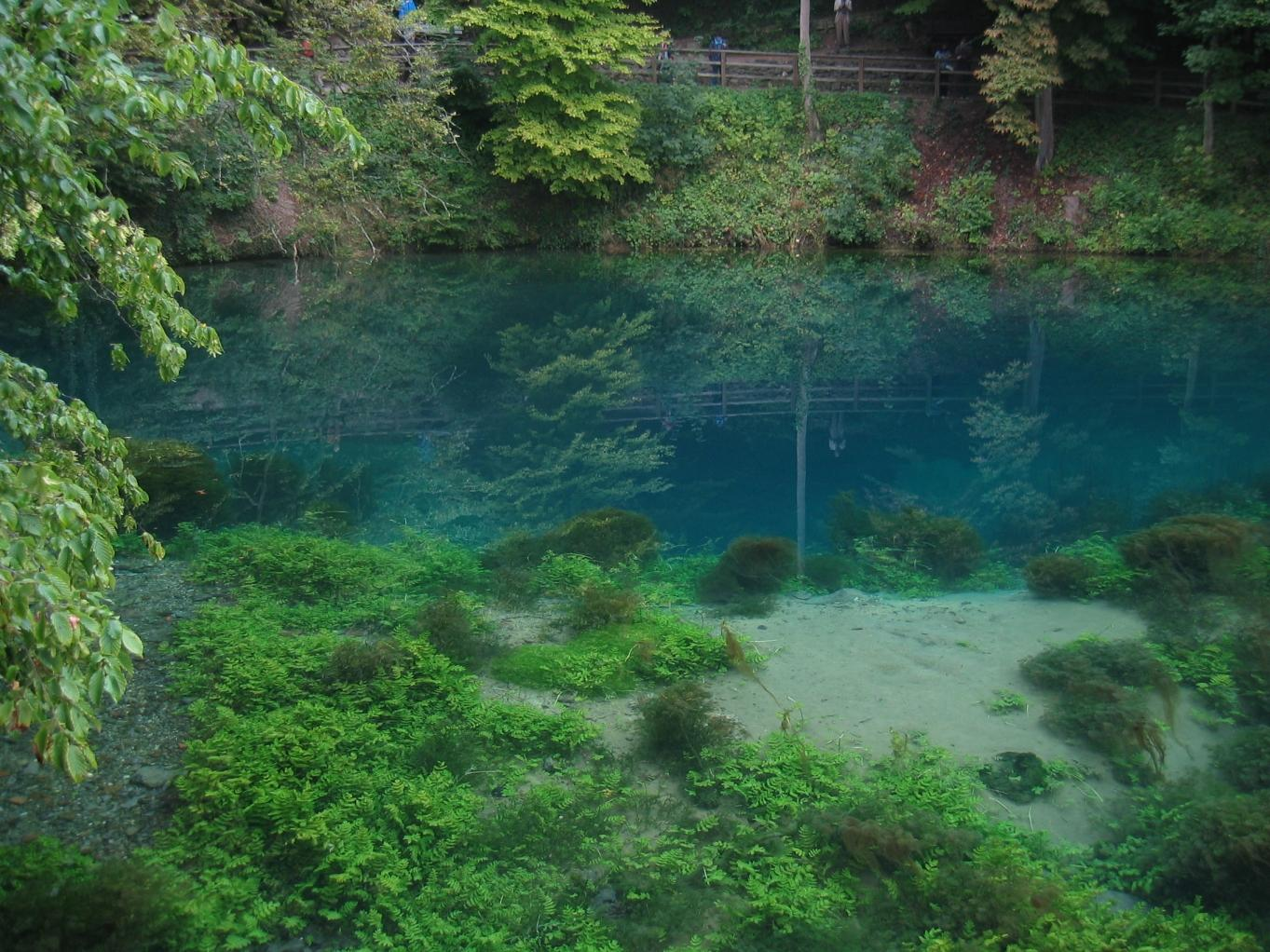
Blautopf với các trầm tích đá vôi sáng dưới nước

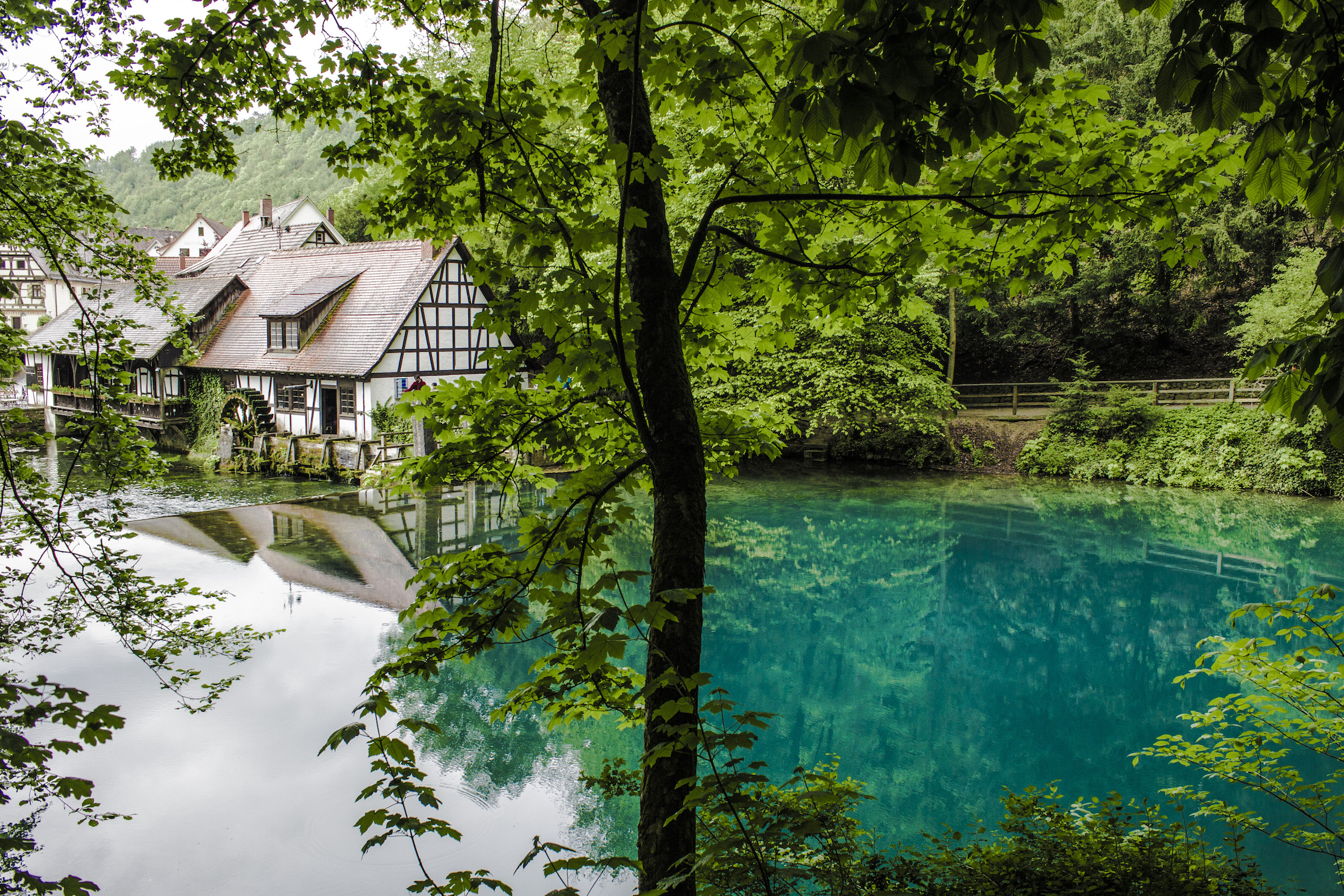
Blautopf với cối xay nước

Blautopf (tiếng Đức nghĩa là chậu xanh; "blau" có nghĩa là màu xanh lam, "topf" có nghĩa là chậu) là một mạch nước đóng vai trò là nguồn của dòng sông Blau trong cảnh quan karst ở rìa phía nam của Swabian Jura, miền Nam nước Đức.

## Miêu tả
Blautopf nằm ở thành phố Blaubeuren, khoảng 16 km (9,9 mi) phía tây Ulm. Nó tạo thành cống cho hệ thống hang động Blau, nơi Blau sau 14,5 km (9,0 mi) chiều dài sông, đã chảy vào sông Danube ở thành phố Ulm. Do áp lực nước cao, mạch nước này đã phát triển hình dạng giống như cái phễu, tại điểm sâu nhất của nó có độ sâu 21 mét (69 ft). Màu xanh đặc biệt của nước, cường độ khác nhau do thời tiết và dòng chảy, là kết quả của các tính chất vật lý của đá vôi có kích thước nano phân bố dày đặc trong nước. Các hạt nhỏ đến mức xảy ra quá trình tán xạ ánh sáng Rayleigh, mạnh nhất là tán xạ màu xanh lam trong ánh sáng khả kiến. Một hiệu ứng tương tự được quan sát thấy tại Đầm xanh ở thành phố Reykjavik, Iceland, nơi màu xanh lam bắt nguồn từ các hạt silica có kích thước nano.
Gần Blautopf là một cái cối xay nước được nuôi bằng nước của dòng chảy này. Một bộ phim, tài liệu về việc thám hiểm hang động, được trình chiếu tại cùng một địa điểm.